# Aspire Dome
Aspire Dome je krytý sportovní komplex na západním předměstí katarské metropole Dauhá. Provozuje ho agentura Aspire Academy a díky klimatizaci umožňuje sportovcům trénovat i závodit bez ohledu na venkovní teploty.
Autorem projektu byl francouzský architekt Roger Taillibert (1926–2019). Aspire Dome byl otevřen v roce 2005 a konala se zde část soutěží Asijských her 2006, Halové mistrovství světa v atletice 2010 a Mistrovství světa ve sportovní gymnastice 2018. 
Aspire Dome je největší sportovní hala na světě. Zaujímá plochu 120 000 km², pojme až 15 500 diváků a může v ní probíhat zároveň až třináct soutěží. Střecha dosahuje maximální výšky 46 m. Dá se zde provozovat lehká atletika, plavání, fotbal, basketbal, házená, stolní tenis, squash, sportovní šerm nebo gymnastika. V areálu se nacházejí také zdravotnická zařízení a konferenční sály, probíhají zde i kulturní akce. 